# 니콜라이 코발료프 (펜싱 선수)
니콜라이 아나톨리예비치 코발료프(러시아어: Николай Анатольевич Ковалёв, 1986년 10월 28일 ~ )는 러시아의 펜싱 선수로 주 종목은 사브르이다.
2006년 세계 선수권 대회의 단체전에서 그와 국가대표 동료들은 헝가리를 동메달 결정전에서 이기고 동메달을 목에 걸었다. 그의 팀 동료는 알렉세이 프로신, 스타니슬라프 포즈드냐코프, 알렉세이 야키멘코였다.
|2010년 세계 선수권 대회에서 그는 알렉세이 야키멘코, 아르툠 자닌, 베니아민 레셰트니코프와 함께 참여한 단체전의 결승전에서 이탈리아를 45 대 41로 이기고 우승을 거두었으며, 이듬해에는 벨라루스와의 결승전에서 이기며 타이틀을 지켜냈다.
2012년 7월 29일 2012년 하계 올림픽 3일째에 개인전에서 동메달을 획득하였다. 그러나, 단체전에서는 루마니아와 이탈리아에게 연달아 지며 2008년 하계 올림픽 당시처럼 4위의 성적을 거두었다.